# Nikolaj Miljutin
Nikolaj Aleksejevitj Miljutin (ryska: Николай Алексеевич Милютин), född 18 juni (gamla stilen: 6 juni) 1818 i Moskva, död där 7 februari (gamla stilen: 26 januari) 1872, var en rysk statsman; bror till Dmitrij Miljutin.
Miljutin anställdes vid unga år i inrikesministeriet, blev efter 1855 den nye, reformvänlige inrikesministern Sergej Lanskojs högra hand och förordnades 1858 till dennes adjunkt. Redan från ungdomen anhängare av livegenskapens upphävande och den kommunala självstyrelsens införande i Ryssland, blev han själen i den 1858 tillsatta "redaktionskommitté", som utarbetade emancipationslagen av 19 februari 1861. I april samma år blev Miljutin likväl jämte Lanskoj avskedad av Alexander II, som ville lugna reformens motståndare genom att sålunda utesluta två av dennas ivrigaste främjare från deltagande i själva verkställigheten. 
Miljutin vistades därefter i utlandet, även av hälsoskäl. Hösten 1863 förmåddes han emellertid att åta sig att med biträde av de med honom likasinnade Jurij Samarin och furst Vladimir Tjerkaskij undersöka förhållandena i Polen. Resultatet blev ett förslag till genomgripande åtgärder på samhällslivets flesta områden, vilkas genomförande 1864 uppdrogs åt Miljutin och Tjerkaskij, vilken sistnämnde blev provisorisk inrikesminister för Polen. 
Kärnpunkten i Miljutins polenpolitik var jordbruksfrågan, som han löste på det sätt, att de sedan hertigdömet Warszawas tillkomst (1807) till namnet personligen frigjorde, i politiskt avseende fullkomligt passiva bönderna befriades från hoveriskyldighet och blev ägare till den av dem brukade jorden genom en av staten bekostad ringa avlösning. Detta jämte andra i Miljutins system ingående åtgärder medförde sprängning av de stora jorddrottarnas egendomar och att romersk-katolska kyrkans jordägande minskade. År 1866 utnämndes Miljutin till ministerstatssekreterare för Polen, men måste 1868 dra sig tillbaka till privatlivet till följd av ett slaganfall.